# Juan Luis Aguirre
Juan Luis Aguirre Barco (Villanueva del Río y Minas, 30 de diciembre de 1970) es un deportista español que compitió en remo.
Ganó tres medallas en el Campeonato Mundial de Remo entre los años 1991 y 2002. Participó en los Juegos Olímpicos de Barcelona 1992, obteniendo el noveno lugar en la prueba de cuatro sin timonel.
Ha participado en veinte ediciones de la Regata Sevilla-Betis con el equipo de Sevilla, ganando catorce veces.

## Palmarés internacional
| Campeonato Mundial | Campeonato Mundial | Campeonato Mundial | Campeonato Mundial        |
| Año                | Lugar              | Medalla            | Prueba                    |
| ------------------ | ------------------ | ------------------ | ------------------------- |
| 1991               | Viena (Austria)    | Medalla de bronce  | Cuatro sin timonel ligero |
| 2000               | Zagreb (Croacia)   | Medalla de bronce  | Cuatro scull ligero       |
| 2002               | Sevilla (España)   | Medalla de plata   | Cuatro scull ligero       |